# Carus de Segeda
Carus de Segeda (m. 153 aC) va ser un cap militar celtiber, de la tribu dels bel·les del oppidum. Va lluitar contra el cònsol romà Quint Fulvi Nobílior en la segona guerra celtibera dirigint a les tribus dels bel·les, tits i arevacs, al qual va causar nombroses baixes en el seu exèrcit (6000 soldats morts).
Va morir el mateix dia en perseguir l'exèrcit romà en desbandada.